# 현동초등학교
현동초등학교는 대한민국 경상남도 창원시 마산합포구에 있는 초등학교다.

## 학교 연혁
- 1939.03.28 구산공립심상소학교 현동간이학교 인가
- 1939.04.07 예곡리 가학교에서 개교
- 1939.10.10 교사1동 신축(창원시 마산합포구 현동로 108)
- 1940.05.07 현동공립심상소학교 인가
- 1941.04.01 구산현동국민학교로 개칭
- 1945.03.23 제1회 졸업식(남 24명, 여 12명, 계 36명)
- 1971.03.02 장지연 선생 선양회 조직
- 1973.07.01 행정구역 개편으로 마산시 편입
- 1973.07.01 마산현동국민학교로 개칭
- 1973.07.18 푸른학교 만들기 우수학교 선정
- 1983.04.09 현동국민학교 병설유치원 개원
- 1996.03.01 마산현동초등학교 개칭
- 1996.03.01 특수학급신설(1학급 학생수 5명)
- 2001.02.28 교실수업 시범학교
- 2006.09.28 현동초등학교 도서관(지혜의 샘터) 개관
- 2007.03.01 경상남도마산교육청 지정 독서교육 시범학교
- 2007.08.30 방송실 설치
- 2009.03.01 6(1)학급 편성
- 2012.04.02 현동초등학교 이전(창원시 마산합포구 현동로 108 → 마산합포구 심온길 49)
- 2013.03.01 황홍숙 교장 부임
- 2014.02.20 제70회 졸업(졸업생 총수 4,845명)